# Lionel Hoche
Pour les articles homonymes, voir Hoche.
Lionel Hoche, né en 1964 à Ivry-sur-Seine, est un danseur et chorégraphe français de danse contemporaine.

## Biographie
Après une formation de danse classique à l’école de danse de l’Opéra de Paris de 1978 à 1983, il intègre de 1983 à 1989 le Nederlands Dans Theater (dirigé par Jiří Kylián), où il interprète de nombreuses créations de chorégraphes internationaux.
En 1988 est créée sa première chorégraphie, U should have left the light on.
De 1989 à 1991, il participe aux créations de Daniel Larrieu avec la compagnie Astrakan.
En 1992, il fonde la compagnie MéMé BaNjO avec Prière de tenir la main courante, présenté au Festival international de danse de Cannes. Il conçoit par la suite plus de quatre vingts pièces pour une trentaine de compagnies françaises et internationales.
Avec MéMé BaNjO, son travail de création et de sensibilisation s’articule à partir de résidences sur différents territoires. On retient en particulier sa résidence à l'Opéra de Saint-Étienne (1998-2002), puis à la Maison de la musique de Nanterre (2005-2008), à l’Opéra de Massy (2010-2013), au Centre des arts d’Enghien-les-Bains, (2013-2016), à Villetaneuse et Pierrefitte-sur-Seine (2015-2018). En 2019, la compagnie travaille à la Mission Danse de Saint-Quentin-en-Yvelines, à la Commanderie des Templiers à Élancourt, et au Conservatoire à rayonnement départemental d’Argenteuil.
Dès 1988, Lionel Hoche a également entamé un travail de recherche plastique (sculptures, détournements d'objets) et conçoit depuis 1992 la scénographie de ses chorégraphies.

## Créations

### Œuvres personnelles
Il signe de nombreuses chorégraphies pour des compagnies de répertoire et des ballets internationaux, comme le Nederlands Dans Theater dont il a longtemps été un des interprètes, avec U should have left the light on (1988, Nederlands Dans Theater II, Companhia de Dança de Lisbonne, Compagnie Nomades, Ballet de l’Opéra de Rome), Coming Up Roses (1990, Nederlands Dans Theater II), Assolo in Caso di Urgenza (1991, Ballet de l'Opéra de Rome), Blancs d'y voir (1992, Nederlands Dans Theater II, Batsheva Dance Company), Barbarously Yours (1993, Ballet national de Finlande), Vague à l'âme (1994, Nederlands Dans Theater III), Serendipity (1994, Ballet de l'Opéra de Zurich), Folie d'Espagne (1994, Compagnie nationale de danse de Madrid), À tire d'aile (1994, Nederlands Dans Theater II), Elephant'n'Castle (1995, Reflex Dansgezelschap), Le Jardin (1995, Batsheva Dance Company), Le Mandarin merveilleux (1996, Ballet de l'Opéra royal de Wallonie), Volubilis, (1997, Nederlands Dans Theater II, Compagnie Lionel Hoche, entrée au répertoire du Ballet national de Nancy), Le Désespoir du singe (1998, Ballet du Grand Théâtre de Genève), When the sun met the stars (1998, Ballet Philippines), Les Inventions de la pourpre (1998, Tanztheater du Komische Oper Berlin), X-PRESS (1999, Nederlands Dans Theater II), Le Voyage d'hiver (2000, Ballet Nürnberg), Le Sacre du printemps (2002, Compagnie Lionel Hoche, Ballet Nürnberg), Jungle Juice (2004, Nederlands Dans Theater II), Back2Black #1 (2007, Tanz Theatre Bielefeld), Back2Black #2 (2007, Groupe Dance Lab, Ottawa), Back2Black #3 (2008, Hochschule für Musik und Tanz Köln), RetourAuNoir (2011, Compagnie Eva Duda, Budapest).
Il collabore régulièrement avec de grands ballets français et monégasques, pour lesquels il crée Bal-trappe (1991, Ballet national de Nancy), Ogreb (1991, pour Véronique Doisneau, sujet à l'Opéra de Paris), Turbulences (1992, pour Yann Bridart, sujet à l'Opéra de Paris), Hiatus (1993, Ballets de Monte-Carlo), Omni-bullé (1993, Compagnie Jean-Christophe Maillot), Petite Pièce d'extérieur (1995, Ballets de Monte-Carlo, Ballet Philippines), Le Bœuf sur le toit (1997, Ballet du Capitole de Toulouse), Origami de la chair (1998, Ballet de l'Opéra de Lyon), Yamm (2000, Ballet de l'Opéra national de Paris), Balistik (2004, Ballets de Monte-Carlo), Spectre (2004, Ballet de Lorraine), Zafari & Fantazmo (2010, Ballet de l'Opéra Théâtre du grand Avignon), Belle Dubois d'Ormant (2013, Ballet de l'Opéra Théâtre du grand Avignon).
Il signe également des pièces destinées aux écoles supérieures nationales et internationales, avec Revue de détails, (1994, Jeune Ballet de France), Pièce détachée (main d'œuvre comprise) (1995, CNSMDL), Canapé (1996, Jeune ballet international de Cannes), Trichromie (2005, Jeune ballet du CNSMDP), Handle this!, (2007, Central School of Ballet, Londres), Les Noces (2018, CNSMDP).

### Chorégraphies pour la compagnie MéMé BaNjO
Dans son travail pour la compagnie MéMé BaNjO, on distingue un certain nombre de créations d'inspiration littéraire, notamment avec Enroussellements (2000, en écho à Raymond Roussel), L'Île (l'ivre d'images) (2004, à partir de L'Invention de Morel d'Adolfo Bioy Casares), Entrelacs (2010, puisant aux classiques du genre fantastique). On note également des œuvres plus abstraites et des formes performatives, comme Mirabilis (1997), Sinuosus (1999), Ascension (2001), Verska (2002), Soyeuse (2011), Des écumes civiles (2011), Flashville (2013, à partir de la Symphonie fantastique d'Hector Berlioz). Il réalise aussi des pièces à destination du jeune public, avec Kadavresky (2001, en collaboration avec le plasticien Philippe Favier qu'il retrouve après Versants créé l'année précédente), M.M.O. (2015, d'après Les Contes de ma mère l'Oye), L'Histoire du soldat (2019, d'après l'œuvre d'Igor Stravinsky). Certaines chorégraphies dénotent une origine autobiographique comme Lundijeudi (2014) et Samedicarrément (2018) ou dénotent une dimension sociologique, comme Plexus/Praxis (2005), Vortex (2006), PAN! (2008), ou MOB (2016).

### Chorégraphies pour le cinéma, le théâtre et l’opéra
- 1995 : chorégraphie pour le court métrage Le Chant de la violette de Ruth Walk, Israël.
- 2000 : chorégraphie pour le court métrage Ere méla méla de Dan Wiroth, Arte.
- 2000 : chorégraphie pour Le Bourgeois gentilhomme, mise en scène Jean-Louis Benoît, Comédie-Française.
- 2002 : chorégraphie pour Così fan tutte, mise en scène Sandrine Anglade, Opéra de Tours.
- 2004 : chorégraphie pour Les Boréades, mise en scène de Laurent Pelly, Opéra de Lyon, Opéra de Zurich.
- 2005 : chorégraphie pour Le Roi malgré lui, mise en scène de Laurent Pelly, Opéra de Lyon.
- 2007 : chorégraphie pour Les Forains[15], ensemble musical Diabolicus.
- 2008 : chorégraphie pour La Petite Renarde rusée, mise en scène Laurent Pelly, Matsumoto, Japon.
- 2009 : chorégraphie pour La Nuit des rois, mise en scène Jean-Louis Benoît, Théâtre de La Criée.
- 2010 : chorégraphie pour Manon[16], mise en scène Laurent Pelly, Royal Opera House, Londres.
- 2010 : chorégraphie pour Calisto, mise en scène Macha Makeïeff, Théâtre des Champs-Élysées.
- 2010 : chorégraphie pour Mignon, mise en scène Jean-Louis Benoît, Opéra-Comique.
- 2011 : chorégraphie pour René l'énervé, opéra bouffe de Jean-Michel Ribes et Reinhardt Wagner, Théâtre du Rond-Point.
- 2011 : chorégraphie pour Suzanne & I, clip d’Anna Calvi[17].
- 2012 : chorégraphie pour Robert le diable[18], mise en scène Laurent Pelly, Royal Opera House, Londres.
- 2016 : chorégraphie pour Le Coq d'or, mise en scène Laurent Pelly[19], La Monnaie, Bruxelles.

## Prix et distinctions
- 1999 : il bénéficie d’une bourse à l’écriture de l’Association Beaumarchais-SACD.
- 2002 : par l’arrêté du 1er janvier 2002, il est promu au grade de Chevalier dans l’Ordre des Arts et des Lettres par Catherine Tasca.
- 2006 : il bénéficie d’une bourse à l’écriture chorégraphique de la DMDTS.